# Hello Again (film)
Hello Again è un film del 2017 diretto da Tom Gustafson.
La pellicola è tratta dall'omonimo musical del 1993 di Michael John LaChiusa, a sua volta tratto da Girotondo di Arthur Schnitzler.

## Trama
Nella New York tra il 1901 e il 2012 dieci coppie si incontrano per consumare rapporti clandestini.

## Produzione

### Riprese
Le riprese del film sono iniziate a New York il 1º dicembre del 2015.

## Distribuzione
Il film è stato distribuito negli Stati Uniti dalla ScreenVision Media a partire dall'8 novembre 2017.

## Accoglienza
Hello Again è stato accolto negativamente da parte della critica. Sull'aggregatore di recensioni Rotten Tomatoes, il film ottiene il 29% delle recensioni professionali positive.